# Cuth Harrison
Thomas Cuthbert Harrison (6. července 1906 Ecclesall – 21. ledna 1981 Sheffield), obchodník s motory z Yorkshiru, začal pro zábavu závodit s vozy ERA. Již v roce 1947 dojel čtvrtý v Spa a třetí v Reims společně s Bobem Gerardem. Roku 1949 zajel šesté místo v Grand Prix Itálie. Následující rok se zapsal mezi účastníky oficiálního mistrovství světa, když se zúčastnil tří velkých cen a to v Británii, Monaku a Itálii. Tento rok ještě dokončil na stříbrné příčce v British Empir Trophy na ostrově Man. Roku 1952 se stal mistrem v RAC Trials na Hardfordu.
Protože se začala rozvíjet jeho firma a zároveň se stal zástupcem pro prodej vozu Ford v Yorkshiru, zanechal závodních aktivit.

## Formule 1
- 1950 bez bodů

- 3 Grand Prix
- 0 vítězství
- 0 pole positions
- 0 nejrychlejších kol
- 0 bodů
- 0 x podium

## Nejlepší umístění na mistrovství světa F1
- 1950 7. místo Grand Prix Velké Británie